# Misha B
Misha Amber Bryan (Manchester, Inglaterra, Reino Unido em 10 de fevereiro de 1992) conhecida profissionalmente como Misha B, é uma artista britânica, cantora, compositora e rapper.

## Discografia

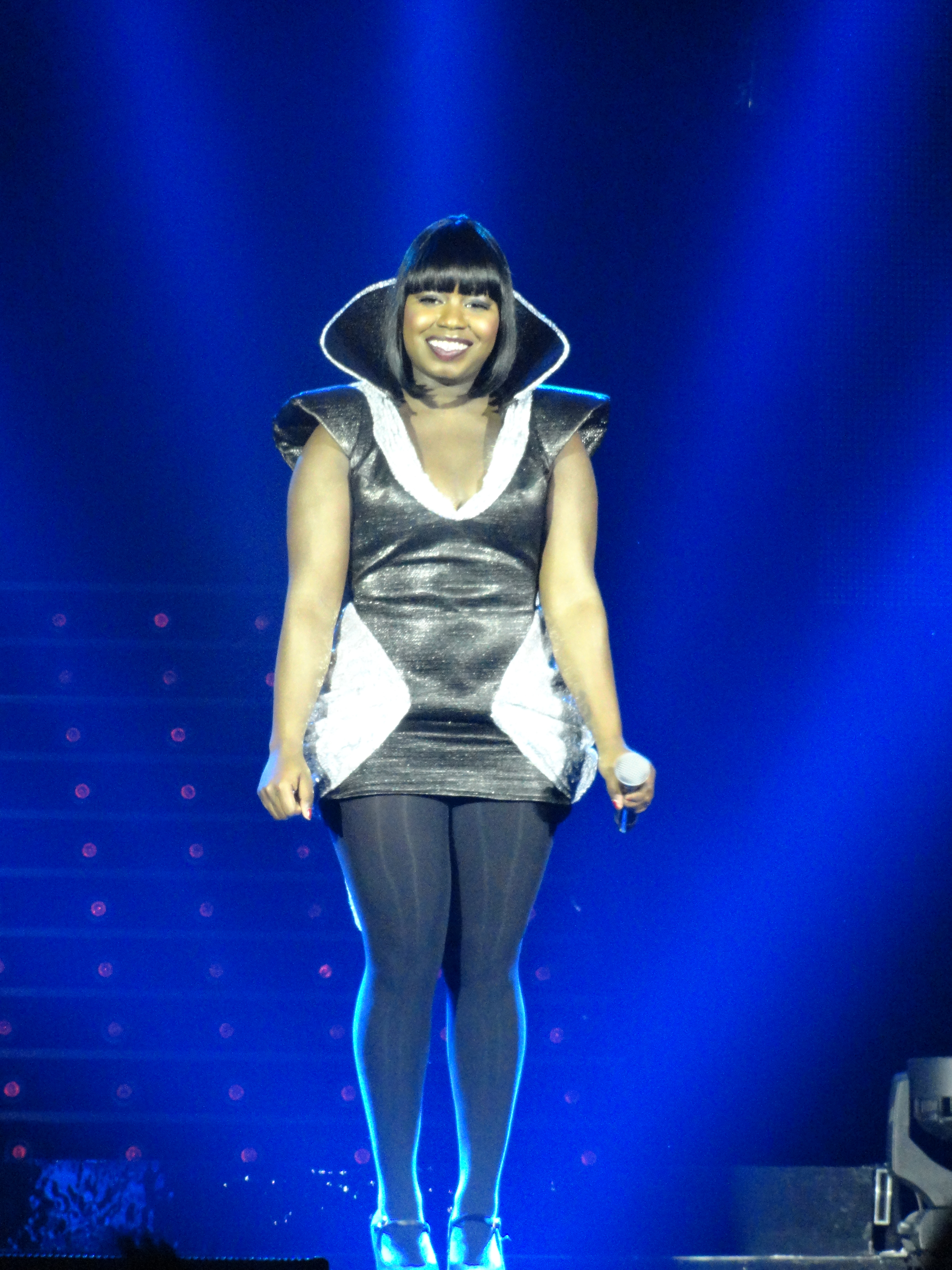
Misha B numa performance em 2012.

### Álbuns de estúdio
| Título | Notas                                                                                             |
| ------ | ------------------------------------------------------------------------------------------------- |
| TBA    | - Data de lançamento: 29 de julho de 2013 - Gravadora: Relentless - Formato: CD, download digital |

### Mixtapes
| Título          | Notas                                                                                             |
| --------------- | ------------------------------------------------------------------------------------------------- |
| Why Hello World | - Data de lançamento: 27 de abril de 2012 - Gravadora: Relentless - Formato: Download digital     |
| Knock Knock     | - Data de lançamento: 12 de fevereiro de 2013 - Gravadora: Relentless - Formato: download digital |

### Singles
| "Home Run"                                                  | 2012 | 11 | 2 | 46 | 13 | TBA |
| "Do You Think of Me"                                        | 2012 | 9  | — | 57 | 11 | TBA |
| "Here's to Everything (Ooh La La)"                          | 2013 | 35 | 7 | —  | —  | TBA |
| "—" Denota lançamentos que não conseguiram entrar na lista. |      |    |   |    |    |     |

### "Como artista notória"
| "Wishing on a Star" (como integrante dos finalistas do The X Factor 2011 com JLS e One Direction) | 2011 | 1 | 1 | 1 | Charity single |
| "Ride or Die" (Angel com Misha B)                                                                 | 2012 | — | — | — | —              |
| "—" Denota lançamentos que não conseguiram entrar na lista.                                       |      |   |   |   |                |

### Videoclipes
| Canção                             | Ano  | Diretor(es)                    |
| ---------------------------------- | ---- | ------------------------------ |
| "Home Run"                         | 2012 | Rohan Blair-Mangat             |
| "Do You Think of Me?"              | 2012 | Ben e Nicole                   |
| "Ride or Die" (Angel com Misha B)  | 2012 | Adam Deacon & Paul Akinrinlola |
| "Here's to Everything (Ooh La La)" | 2013 | Dava Cut                       |

## Prêmios e indicações
| Ano  | Organização             | Categoria                       | Resultado | Ref           |
| ---- | ----------------------- | ------------------------------- | --------- | ------------- |
| 2012 | MOBO Awards             | Melhor revelação                | Indicado  | [ 10 ]        |
| 2012 | 4Music Video Honours    | Melhor revelação                | Indicado  | [ 11 ] [ 12 ] |
| 2013 | Official Mixtape Awards | Melhor artista feminina de 2012 | Pendente  | [ 13 ]        |